# 스테판 반데라

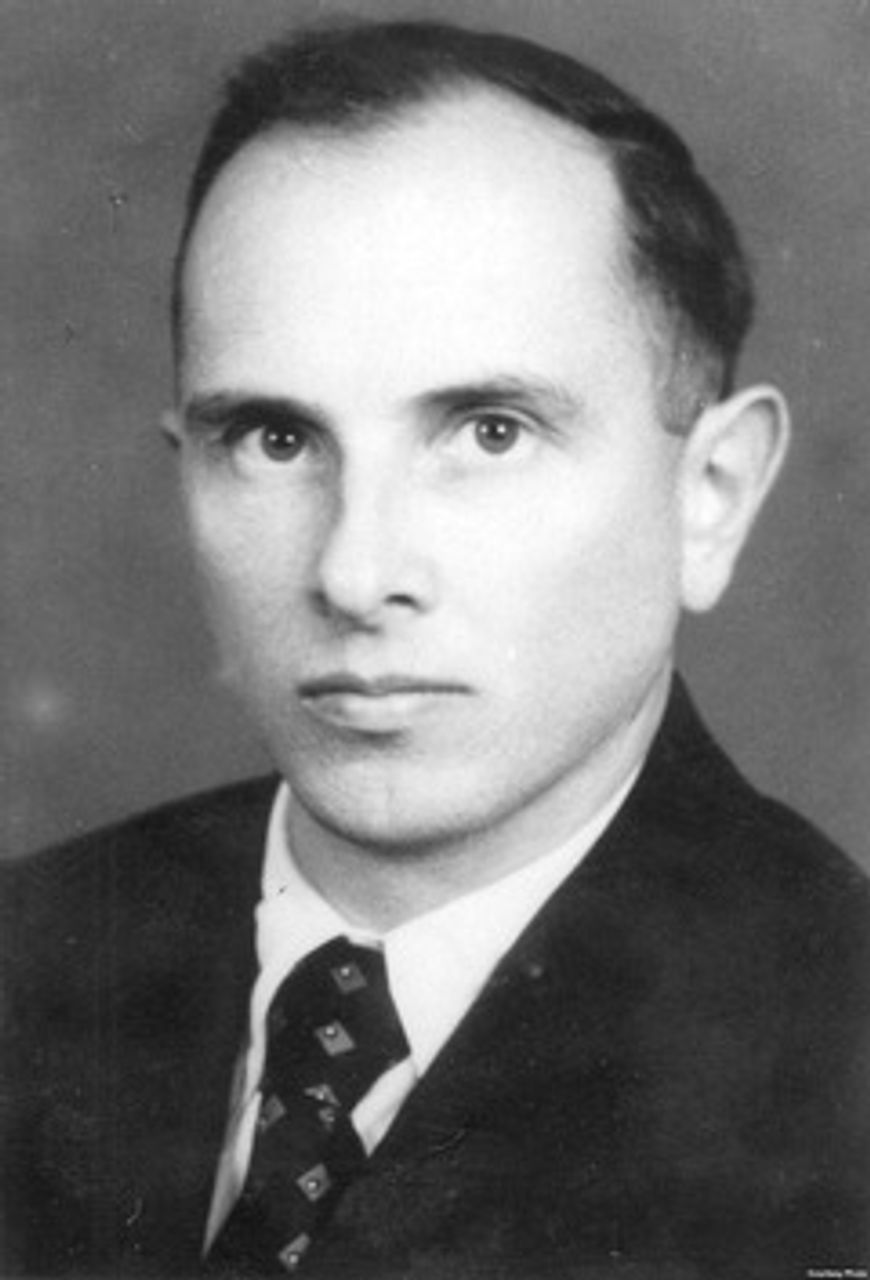
스테판 반데라

스테판 안드리요비치 반데라(우크라이나어: Степан Андрійович Бандера, 폴란드어: Stepan Andrijowycz Bandera, 문화어: 스쩨빤 반제라, 1909년 12월 1일 ~ 1959년 10월 15일)는 우크라이나의 독립운동가이자 극우 민족주의 무장조직인 우크라이나 민족주의자 기구(OUN)의 지도자였다.
1909년 오스트리아-헝가리 제국의 우크라이나인 거주 지역인 갈리치아-로도메리아 왕국의 스타리우흐리니우에서 태어났고, 1919년 갈리치아-로도메리아가 독립하여 수립된 서우크라이나 인민 공화국이 폴란드에 재합병당한 것에 분노하여 젊은 시절부터 민족주의 활동에 참여했다고 한다. 1929년 르부프를 중심으로 우크라이나 민족주의자 조직(OUN)을 주도했고, 1934년에는 폴란드 외무장관의 암살을 모의한 혐의로 종신형을 선고받아 수감되기에 이른다.
1939년 나치 독일과 소비에트 연방이 폴란드를 침공하자 독일 관리 지역으로 탈출하여 OUN을 무장조직으로 재정비했다. 이후 나치의 반폴란드, 반소련 정책에 동의하여 이들과 가까이 접촉했으나, 독소전쟁 발발 직후 우크라이나 정부를 일방적으로 선포하자 게슈타포에게 체포되어 수용소로 보내졌다. 이 동안에도 OUN은 소련의 니콜라이 바투틴을 암살하는 등 반공주의 무장 투쟁을 지속하였는데, 이 과정에 폴란드인이나 유대인 민간인에 대한 대규모 인종학살이 포함되었다. 1944년 연합군에 의해 석방되자 우크라이나 지하 임시정부를 주도했으며, 제2차 세계 대전 종전 이후 서독에 정착하여 OUN-B의 반소련 투쟁을 계속했다. 소련은 처벌을 위해 그의 신병을 인도할 것을 요구하였으나 그가 가진 정보를 경계한 미국의 거부로 무산되었다. 냉전 초기 반데라의 OUN은 소련 내 우크라이나 영토에 요원들을 침투시켜 여러 첩보작전을 전개하기도 했다. 여러 차례 암살 위협을 받던 그는 1959년 10월 15일 뮌헨에서 소련 국가보안위원회(KGB) 요원 보흐단 스타신스키(Bohdan Stashynsky)에 의해 사이안화물로 암살되었다.
현대 우크라이나에서 반데라에 대한 평가는 여전히 거센 논란의 중심에 있다. 소련 붕괴 후 우익 민족주의 진영에서 그의 이름은 우크라이나 독립 투쟁의 상징이 되었으나, 반대 진영과 폴란드 및 러시아에서는 파시즘 옹호자이자 민간인 학살 등을 주도한 전쟁범죄자로 비난하며 매우 부정적으로 평가한다. 2010년에는 빅토르 유셴코 우크라이나 대통령이 반데라에게 사후 우크라이나 영웅훈장을 수여하여 논란이 일자 빅토르 야누코비치 우크라이나 대통령이 해당 결정을 무효 처리하기도 했다.